# Enemigos (película)
Enemigos es una película española de drama de 2025, dirigida por David Valero, quien coescribió el guion junto con Alfonso Amador. Está protagonizada por Christian Checa y Hugo Welzel. Se estrenó en el Festival de Málaga el 15 de marzo de 2025, y luego se estrenó en cines españoles el 9 de mayo de 2025, con distribución de Vértice 360.

## Trama
Chimo (Christian Checa) y El Rubio (Hugo Welzel) son dos adolescentes de barrio que han crecido siendo enemigos irreconciliables. Todo cambia cuando, un día, Chimo recibe la oportunidad de vengarse, sin saber que el destino tiene reservado un giro inesperado para los dos.

## Reparto
- Christian Checa como Chimo
- Hugo Welzel como Raúl "El Rubio"
- Estefanía de los Santos como Carmen
- Luna Pamies como Lola
- Sara Vidorreta como Raquel
- José María Peinado como el Abuelo
- José Manuel Poga como El Tigre

## Producción
El 11 de septiembre de 2023, Prime Video anunció que su próxima película española original, Enemigos, había comenzado su rodaje en Alicante bajo la dirección de David Valero, con Christian Checa y Hugo Welzel como protagonistas. El rodaje tuvo lugar tanto en Alicante como en Madrid, incluyendo localizaciones de la primera como el Puente Rojo y los barrios de Colonia Requena, Ciudad de Asís y La Florida.

## Lanzamiento y marketing
A finales de noviembre de 2024, Prime Video anunció que Enemigos se estrenaría en cines españoles el 25 de abril de 2025, antes de su llegada a la plataforma, y que Vértice 360 sería la encargada de distribuirla en cines. En febrero de 2025, Prime Video y Vértice 360 lanzaron el tráiler de la película, y anunciaron que se estrenaría en el Festival de Málaga el 15 de marzo de 2025. El 16 de marzo de 2025, Vértice 360 atrasó el estreno en cines españoles de la película del 25 de abril al 9 de mayo de 2025.